# Osella FA1D
Chronologie des modèles (1982-1983)
Osella FA1C Osella FA1E
L'Osella FA1D est une monoplace de Formule 1 engagée par l'écurie italienne Osella dans le cadre des quatre dernières manches du championnat du monde de Formule 1 1982. Elle est pilotée par le Français Jean-Pierre Jarier. 
En 1983, la FA1D est pilotée par les Italiens Piercarlo Ghinzani et Corrado Fabi.

## Résultats en championnat du monde de Formule 1
| Saison | Écurie               | Moteur               | Pneus    | Pilotes            | Courses | Courses | Courses | Courses | Courses | Courses | Courses | Courses | Courses | Courses | Courses | Courses | Courses | Courses | Courses | Courses | Points inscrits | Classement |
| Saison | Écurie               | Moteur               | Pneus    | Pilotes            | 1       | 2       | 3       | 4       | 5       | 6       | 7       | 8       | 9       | 10      | 11      | 12      | 13      | 14      | 15      | 16      | Points inscrits | Classement |
| ------ | -------------------- | -------------------- | -------- | ------------------ | ------- | ------- | ------- | ------- | ------- | ------- | ------- | ------- | ------- | ------- | ------- | ------- | ------- | ------- | ------- | ------- | --------------- | ---------- |
| 1982   | Osella Squadra Corse | Ford-Cosworth DFV V8 | Pirelli  |                    | AFS     | BRÉ     | USO     | SMR     | BEL     | MON     | USE     | CAN     | P-B     | GBR     | FRA     | ALL     | AUT     | AUT     | ITA     | VEG     | 3*              | 12e        |
| 1982   | Osella Squadra Corse | Ford-Cosworth DFV V8 | Pirelli  | Jean-Pierre Jarier |         |         |         |         |         |         |         |         |         |         |         | Abd.    | Nq      | Abd.    | Abd.    | Np.     | 3*              | 12e        |
| 1983   | Osella Squadra Corse | Ford-Cosworth DFV V8 | Michelin |                    | BRÉ     | USO     | FRA     | SMR     | MON     | BEL     | USE     | CAN     | GBR     | ALL     | AUT     | P-B     | ITA     | EUR     | AFS     |         | 0               | Non classé |
| 1983   | Osella Squadra Corse | Ford-Cosworth DFV V8 | Michelin | Corrado Fabi       | Abd.    | Nq      | Abd.    | Abd.    | Nq      | Abd.    | Nq      | Abd.    |         |         |         |         |         |         |         |         | 0               | Non classé |
| 1983   | Osella Squadra Corse | Ford-Cosworth DFV V8 | Michelin | Piercarlo Ghinzani | Nq      | Nq      | Nq      |         |         |         |         |         |         |         |         |         |         |         |         |         | 0               | Non classé |

Légende : ici
* 3 points marqués en 1982 avec l'Osella FA1C.